# Porto Rico
Porto Rico (in spagnolo e in inglese Puerto Rico; in lingua taino Borikén o Borinquen), noto anche come Portorico, ufficialmente Stato Libero Associato di Porto Rico (in spagnolo: Estado Libre Asociado de Puerto Rico; in inglese: Commonwealth of Puerto Rico), è un territorio non incorporato degli Stati Uniti d'America, con status di autogoverno. Appartenente alle Grandi Antille, l'isola principale si trova nel Mar dei Caraibi, e la sua costa settentrionale è bagnata per la maggior parte dall'Oceano Atlantico (fino a Cabeza Chiquita). Il territorio è costituito anche da diverse isole minori, tra cui Vieques e Culebra, che formano le Isole Vergini spagnole, e Isla Mona. Porto Rico ha un grado di autonomia maggiore rispetto agli altri stati degli Stati Uniti.
A seguito di un referendum popolare (definito "non vincolante") del 2012, con il 61,15% delle preferenze favorevoli, gli abitanti del luogo hanno scelto di divenire uno Stato federato degli Stati Uniti: a seguito di questo risultato (confermato in seguito da un'ulteriore consultazione elettorale tenutasi nel 2017) è stata così depositata presso il Congresso degli Stati Uniti una richiesta ufficiale di avvio dell'iter legislativo che potrebbe trasformare l'isola in uno Stato dell'Unione, tutt'oggi non ancora approvata.
Portorico è un arcipelago, costituito dall'isola maggiore omonima (la più piccola delle Grandi Antille) e da altre isole minori, tra cui Mona, Vieques e Culebra. La capitale è San Juan, che al censimento del 2020 contava circa 340 000 abitanti e raggiungeva i 2 300 000 considerando l'area metropolitana.
Denominato Borikén dagli indigeni Taino e Borinquen quando divenne una colonia spagnola, oggi Portorico vive un'altalenante situazione politica che lo vede in bilico tra il suo attuale stato di Commonwealth e la possibilità di diventare uno Stato federato statunitense a tutti gli effetti. In qualità di territorio non incorporato Portorico è dotato di una propria autonomia di governo, ma non è né indipendente (perché è pienamente soggetto alla legislazione federale statunitense) né considerato uno degli Stati federati degli Stati Uniti d'America. I sostenitori del Commonwealth insistono sul fatto che Portorico sia uno Stato volontariamente associato agli Stati Uniti attraverso una convenzione di diritto internazionale. Al contrario, secondo un rapporto redatto da un'apposita task force presidenziale, Portorico è un territorio soggetto ai pieni poteri del Congresso statunitense con facoltà di dotarsi di una propria Costituzione interna per la mera amministrazione degli affari locali. Gli abitanti di Portorico posseggono la cittadinanza statunitense dal 1917. I residenti di Portorico non possono votare per eleggere il presidente degli Stati Uniti d'America né i membri del Congresso, e naturalmente non eleggono nessun senatore in quanto esso non è uno Stato della federazione.
Dagli anni settanta l'economia ha registrato una forte crescita, soprattutto grazie all'industria e al turismo, essendo una meta molto rinomata dei Caraibi, tanto da meritarsi l'appellativo di Isla del Encanto (Isola dell'incanto).

## Storia

### Era pre-colombiana

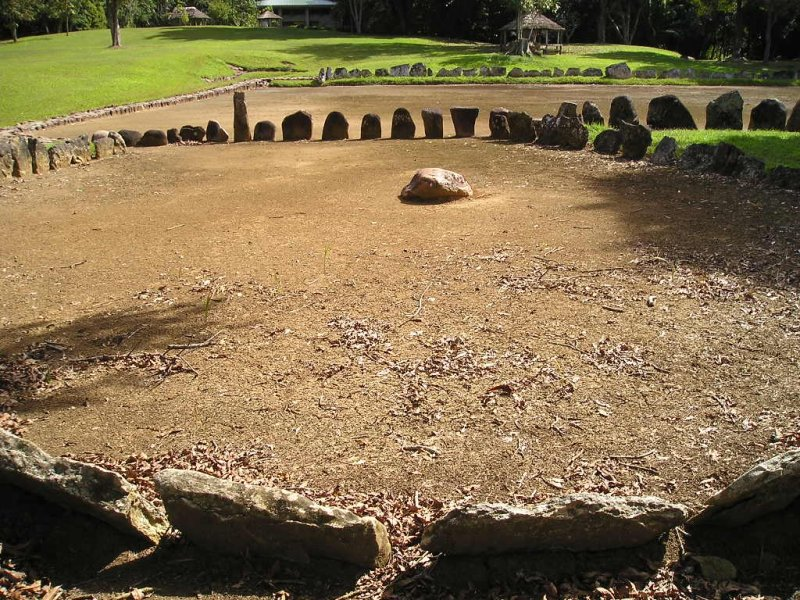
Parco cerimoniale indigeno Taino di Caguana.

La storia dell'isola di Portorico prima dell'arrivo di Cristoforo Colombo non è molto chiara. Ciò che oggi si sa viene fondamentalmente dalle scoperte archeologiche e dalle trascrizioni dei racconti orali degli spagnoli. Il primo libro approfondito sulla storia di Portorico fu scritto da frate Íñigo Abbad y Lasierra soltanto nel 1776, ovvero 283 anni dopo l'insediamento degli spagnoli sull'isola.
La prima colonia indigena di Portorico fu costituita dagli Ortoiroid, un popolo dell'era arcaica, stanziatosi sull'isola già intorno al 2000 a.C. Successivamente, tra il 120 e il 400, gli Igneri, provenienti dalla regione dell'Orinoco, arrivarono sull'isola. Tra il VII e l'XI secolo la cultura dei Taino si sviluppò notevolmente e, approssimativamente attorno all'anno 1000, divennero il popolo dominante di Portorico. Essi mantennero questo dominio fino all'arrivo degli spagnoli, nel 1493.

### L'arrivo degli spagnoli
Quando gli europei raggiunsero l'isola, questa era abitata dalle tribù indiane Arawak dei Taino: il nome che essi le avevano dato era Borikén. Il primo contatto con gli europei avvenne per opera di Cristoforo Colombo, durante il suo secondo viaggio alle Antille, il 19 novembre del 1493. Tuttavia alcuni sostengono che non fu Colombo a scoprire Portorico, bensì Martín Alonso Pinzón, che nel 1492 si era separato da Colombo continuando da solo le sue esplorazioni. La Corte spagnola diede quindi alla famiglia Pinzón un anno di tempo per poter incominciare l'opera di insediamento e colonizzazione che avrebbe permesso loro la rivendicazione dell'isola, ma essi fallirono.
Originariamente battezzata San Juan Bautista, dallo stesso Colombo, in onore di San Giovanni Battista, l'isola alla fine prese il nome di Puerto Rico (che letteralmente significa "porto ricco"); il nome originale rimase a designare la città più grande, nonché capitale, San Juan. Il conquistador spagnolo Juan Ponce de León divenne l'effettivo governatore in carica di Portorico, poiché Vicente Yáñez Pinzón, eletto prima di lui, non raggiunse mai l'isola.
Portorico fu subito colonizzata dagli spagnoli, i quali vi portarono un gran numero di schiavi africani che furono obbligati a lavorare per la corona spagnola, rimpiazzando così la popolazione indigena dei Taino, che stava progressivamente scomparendo. L'isola divenne in breve un'importante roccaforte e porto strategico dell'Impero spagnolo nei Caraibi. Preoccupati per la continua minaccia dei nemici europei, nel corso dei secoli gli spagnoli costruirono numerosi forti e muraglioni per proteggere la capitale: furono erette fortezze quali La Fortaleza, il forte San Felipe del Morro e il forte San Cristóbal; fu grazie a queste opere di difesa che gli olandesi, i francesi e gli inglesi fallirono nei loro tentativi di conquistare l'isola.

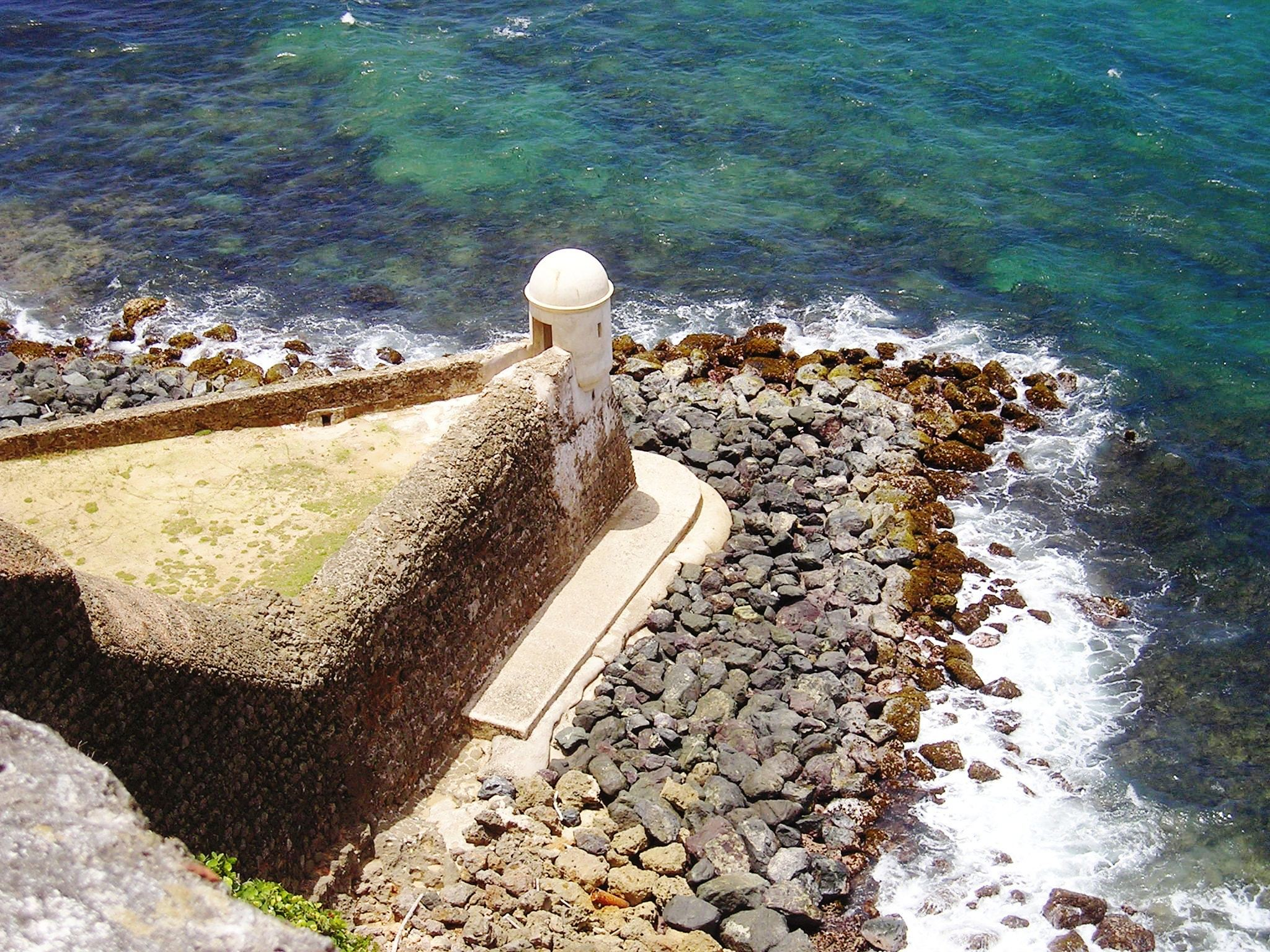
Una garitta difensiva del forte San Cristóbal, nella Vecchia San Juan.

Nel 1809, mentre Napoleone occupava la maggior parte della penisola iberica, un'assemblea popolare tenutasi a Cadice riconobbe Portorico come territorio spagnolo d'oltreoceano con il diritto di inviare deputati alla Corte spagnola. Il deputato Ramón Power y Giralt divenne vice presidente della corte di Cadice e le sue riforme costituzionali del XIX secolo favorirono l'incremento demografico e la crescita economica, e soprattutto conferirono una maggiore notorietà all'isola. In seguito all'indipendenza nazionale ottenuta dai paesi del centro e sud America, Portorico e Cuba rimanevano le uniche due colonie del Nuovo Mondo appartenenti al grande Impero spagnolo.
La povertà e l'allontanamento politico dalla Spagna portarono a una piccola ma significativa insurrezione, nel 1868, conosciuta come Grito de Lares (Pianto di Lares): la sommossa fu facilmente e prontamente stroncata.
Promotori di questo movimento indipendentista furono Ramón Emeterio Betances, considerato il "padre" della nazione portoricana, e altri personaggi politici, tra i quali Segundo Ruiz Belvis.
Pochi anni dopo sorse il movimento autonomo portoricano, cominciato da Román Baldorioty de Castro e portato avanti da Luis Muñoz Rivera verso la fine del secolo. Nel 1897, Muñoz Rivera e altri indipendentisti persuasero il governo liberale spagnolo a riconoscere e accettare lo Statuto per l'autonomia di Porto Rico. L'anno seguente venne organizzato il primo, anche se di breve durata, governo autonomo portoricano. Si raggiunse quindi il compromesso di mantenere un governatore nominato dalla Spagna, il quale aveva il potere di annullare qualsiasi decisione legislativa con cui non era d'accordo, e una struttura parlamentare parzialmente eletta.

### Portorico sotto il controllo statunitense

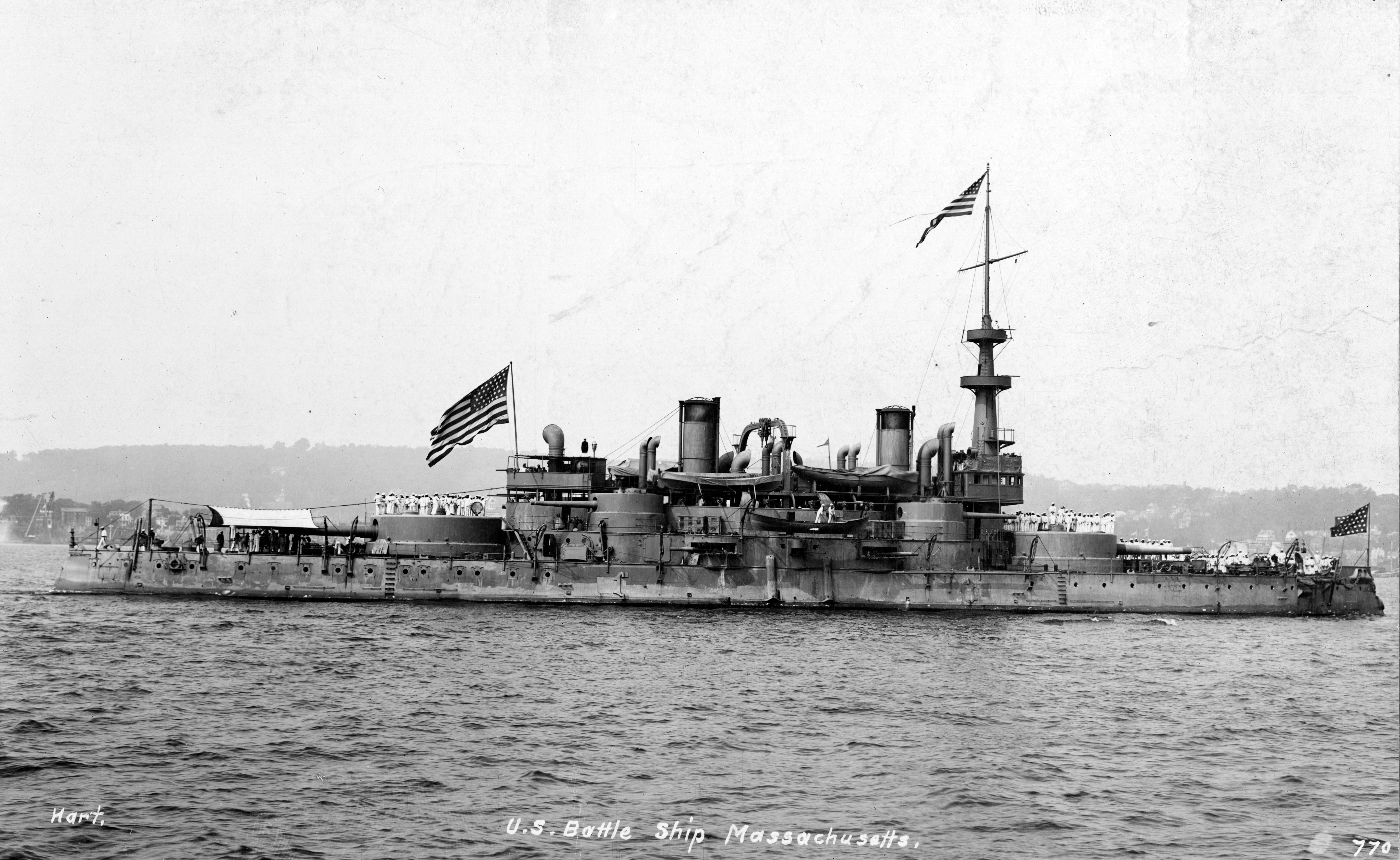
La nave da guerra USS Massachusetts (BB-2) che scortò la flotta statunitense nello sbarco a Guánica.

Il 25 luglio 1898, con lo scoppio della guerra ispano-statunitense, Portorico, essendo una colonia spagnola, fu invasa dagli Stati Uniti d'America con uno sbarco a Guánica. Con il trattato di Parigi del 1898 la Spagna fu obbligata a cedere agli Stati Uniti Portorico, assieme a Guam, a Cuba e alle Filippine. Il XX secolo incominciò sotto il regime militare statunitense con i funzionari statali, incluso il governatore, nominati dal presidente degli Stati Uniti. Nel 1917 la legge Jones-Shafroth approvata dal Congresso degli Stati Uniti garantiva ai cittadini portoricani la nazionalità statunitense, in modo che essi potessero essere arruolati come soldati nella prima guerra mondiale.
Negli anni successivi alla grande depressione del 1929 alcuni leader politici pretesero dei cambiamenti e tra questi spiccò Pedro Albizu Campos che capeggiò un importante movimento nazionale a favore dell'indipendenza: il Partito Nazionalista Portoricano.
Ma per assistere a un radicale cambiamento nella struttura governativa del paese bisogna attendere gli ultimi anni delle amministrazioni Roosevelt e Truman. In tale periodo ci fu una sorta di compromesso, portato avanti da Luis Muñoz Marín e altri politici, che culminò nel 1946 con la nomina, da parte del presidente Truman, del primo governatore di origine portoricana, Jesús Piñero. Nel 1947 gli Stati Uniti d'America concessero il diritto di eleggere democraticamente il governatore di Porto Rico e il 2 gennaio 1949 Luis Muñoz Marín divenne il primo governatore di Portorico a essere eletto dal popolo.
Il 1º novembre 1950 due nazionalisti portoricani, Griselio Torresola e Oscar Collazo, tentarono di assassinare il presidente Truman. Era evidente il desiderio di una maggiore autonomia, e come conseguenza immediata egli autorizzò un autentico referendum democratico in Portorico, al fine di stabilire se desiderassero una sorta di propria costituzione. Ciò avvenne nel 1952, e tale costituzione assunse i connotati di un Commonwealth politico, termine spesso usato a designare l'attuale rapporto tra i due stati. Finalmente durante gli anni cinquanta l'isola conobbe una rapida industrializzazione, grazie ad ambiziosi progetti quali l'operazione Bootstrap, che si proponeva di cambiare le basi dell'economia portoricana da agricole a manifatturiere.

### Ultimi decenni: verso l'adesione agli Stati Uniti d'America
Oggi l'isola è diventata una rinomata meta turistica e un importante centro industriale farmaceutico e manifatturiero. Tuttavia la "lotta" per definire lo status politico non si è mai arrestata. Negli ultimi decenni sono stati autorizzati localmente tre plebisciti per decidere se Portorico dovesse consolidare il Commonwealth oppure richiedere di diventare uno stato federato statunitense a tutti gli effetti ma, dopo tre vittorie di stretta misura da parte dei sostenitori del Commonwealth, di fatto nulla è mutato nei rapporti con gli Stati Uniti. In due referendum tenutisi nel 1967 e 1993 i portoricani hanno rifiutato di unirsi agli Stati Uniti d'America.
L'Official Languages Act del 1902 dichiarò l'inglese e lo spagnolo lingue co-ufficiali in tutti i dipartimenti governativi, tribunali e amministrazioni insulari. Poi, nel 1993, Porto Rico adottò entrambe le lingue come lingue ufficiali del governo portoricano.
Nel referendum statale del 1998, il Commonwealth ha vinto contro lo Stato federato con il 50,3% dei voti, e grossomodo si sono divisi con le stesse percentuali i sostenitori del partito a favore della federazione (Nuovo Partito Progressista o PNP) e del partito a favore del Commonwealth (Partito Popolare Democratico o PPD). Il Partito Indipendentista Portoricano o PIP ha raggiunto il 2,5% dei voti ed è stato per questo confermato tra i tre partiti politici più importanti di Portorico.
Il 6 novembre 2012 Portorico ha votato due referendum sullo status dell'isola. In un primo quesito il 54% si è espresso per il cambiamento dello status. Nel secondo quesito il 61,1% dei portoricani si è dichiarato a favore dell'adesione agli Stati Uniti d'America come 51º stato federale, il 5,5% per l'indipendenza e il 33,3% per il mantenimento dello status. Grosso modo i favorevoli all'adesione sono stati i repubblicani e i favorevoli al mantenimento dello status i democratici. I referendum sono stati definiti "non vincolanti" e la decisione sull'accettazione della richiesta di adesione è stata demandata al Congresso degli Stati Uniti.
Nel 2017, in occasione di una nuova consultazione elettorale, il 97% dei votanti ha confermato la volontà di aderire agli Stati Uniti. La consultazione, non vincolante come le precedenti, ha tuttavia registrato un bassissimo tasso di affluenza alle urne (23%). Anche a seguito di questo risultato nel 2018 è stata presentata al Congresso una nuova richiesta formale di adesione agli Stati Uniti, ancora in attesa di ratifica.
In occasione del rinnovo dell'Assemblea legislativa nel 2020, si è tenuta una nuova consultazione referendaria in cui il 52,52% degli elettori ha nuovamente confermato la volontà di rendere Porto Rico il 51º stato federale, con un'affluenza pari al 54,72% in aumento rispetto al referendum del 2017. Successivamente, il deputato Darren Soto e il delegato residente di Porto Rico Jenniffer González hanno presentato un disegno di legge apposito alla Camera dei Rappresentanti con il supporto di 58 deputati (di cui 13 repubblicani e 45 democratici), mentre il senatore Martin Heinrich ha presentato con altri tre senatori democratici un disegno di legge simile al Senato.

## Geografia

### Geografia fisica

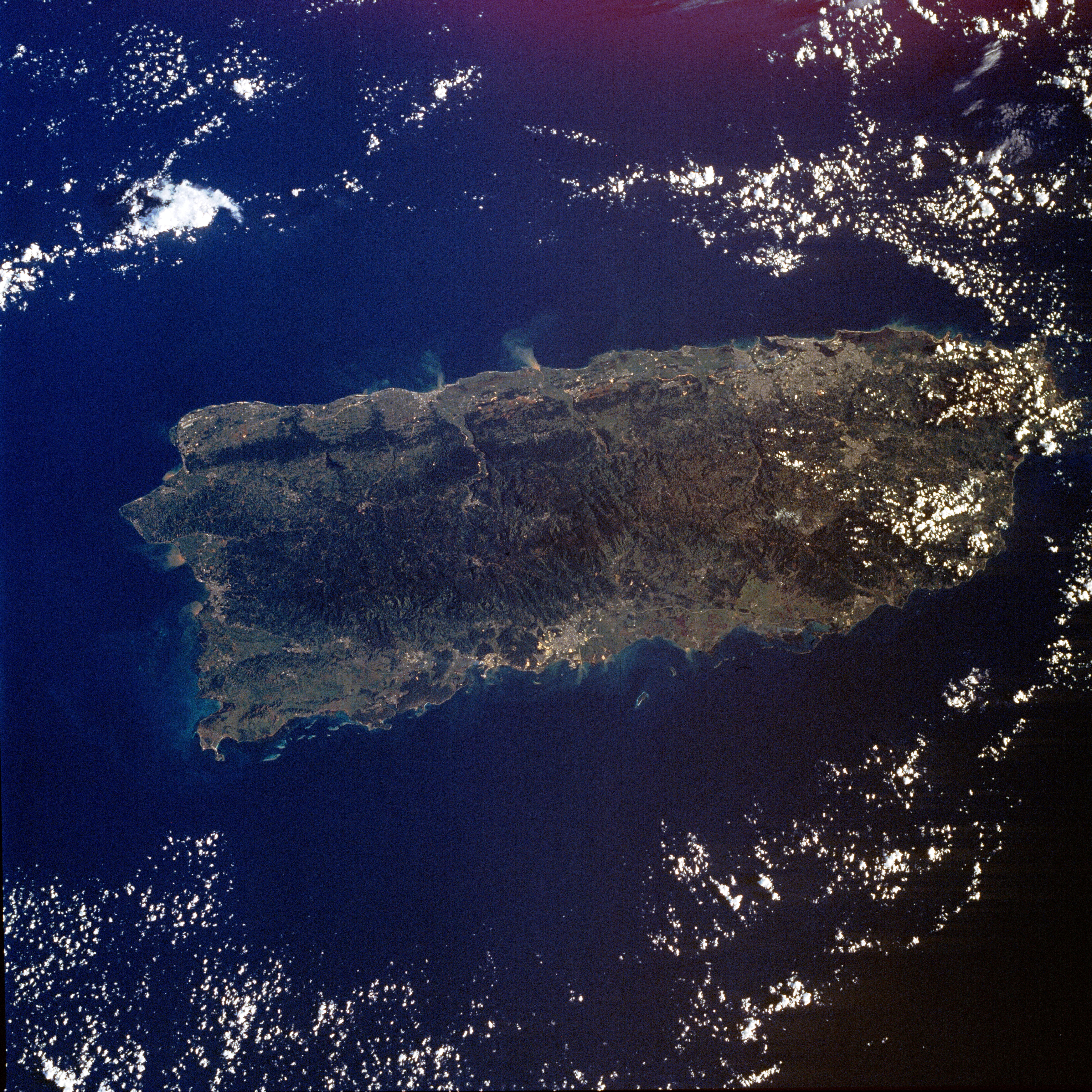
Immagine satellitare di Portorico (NASA).

Portorico è un arcipelago costituito dall'omonima isola principale e da una moltitudine di isole minori, tra cui le più importanti sono Vieques, Culebra, Mona, Desecheo e Caja de Muertos. Di queste cinque solamente Culebra e Vieques hanno abitanti fissi che vi risiedono durante tutto l'anno, mentre Mona risulta abitata praticamente solo durante la stagione turistica e dai dipendenti del Dipartimento delle risorse naturali e ambientali.
L'isola maggiore misura all'incirca 170 km per 60 km. È in gran parte montuosa, con estese zone costiere soprattutto nella parte settentrionale e meridionale. La catena montuosa principale è chiamata Cordillera Central, nella quale si trova la vetta più alta di Portorico, il Cerro de Punta (1 338 metri).
Un altro monte di rilievo è El Yunque, nella Foresta nazionale caraibica, con un'altitudine massima di 1 080 metri. La capitale, San Juan, si affaccia sulla costa settentrionale.
In Portorico ci sono diciassette laghi artificiali e più di 50 fiumi; la maggior parte di essi nasce dalla Cordillera Central. I fiumi nella regione settentrionale dell'isola sono generalmente più lunghi e hanno una portata maggiore rispetto a quelli della regione meridionale, che risulta quindi avere un clima più caldo e secco. Vi sono infine numerose zone lacustri sia nel sud sia nel nord del paese.
Il clima è tipicamente tropicale, abbastanza gradevole e costante. Si registrano consistenti precipitazioni durante tutto l'arco dell'anno e, per fortuna solo saltuariamente, i tanto temuti quanto devastanti uragani.

### Geologia

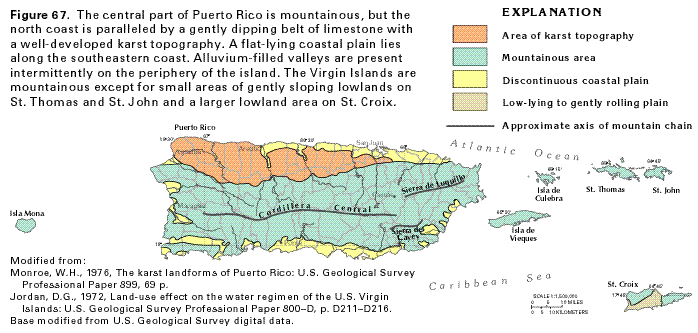
Carta delle formazioni carsiche di Portorico (USGS).

Il territorio portoricano è costituito da rocce vulcaniche e plutoniche del Cretaceo e dell'Eocene, sepolte dai più recenti calcari dell'Oligocene e da altre rocce sedimentarie. La maggior parte delle caverne e delle formazioni carsiche si trovano nella regione settentrionale che risale al periodo dell'Oligocene e dei recenti carbonati. Le rocce più antiche, che appartengono al Giurassico e hanno approssimativamente centonovanta milioni di anni, sono localizzate nella Sierra Bermeja, una piccola catena montuosa nella zona sud-occidentale dell'isola.
Queste rocce possono far parte della crosta oceanica e si pensa che siano giunte dalla piattaforma oceanica del Pacifico. Portorico si trova praticamente lungo il margine di subduzione tra la placca caraibica e la placca nordamericana. Ciò significa che è in continua trasformazione a causa dei movimenti tettonici causati dall'attrito di queste due zolle, e che, proprio a causa di questi movimenti, possono verificarsi terremoti e tsunami. Questi eventi sismici, assieme agli smottamenti del terreno, rappresentano i disastri naturali potenzialmente più pericolosi per l'isola e per i Caraibi nord-orientali.
L'ultimo terremoto di notevole entità avvenne l'11 ottobre 1918 quando fu registrata una magnitudine pari a 7,5 della scala Richter. L'epicentro fu localizzato al largo di Aguadilla e il sisma fu accompagnato da uno tsunami.
Circa 127 km a nord della costa portoricana, esattamente al margine di confine tra le zolle caraibica e nordamericana, giace la fossa di Porto Rico, la più grande e la più profonda dell'Atlantico: è lunga 1754 km e larga 96 km; il suo punto più profondo, chiamato abisso Milwaukee (Milwaukee Deep o Milwaukee Depth), si trova a 8 380 metri sotto il livello del mare.

## Popolazione

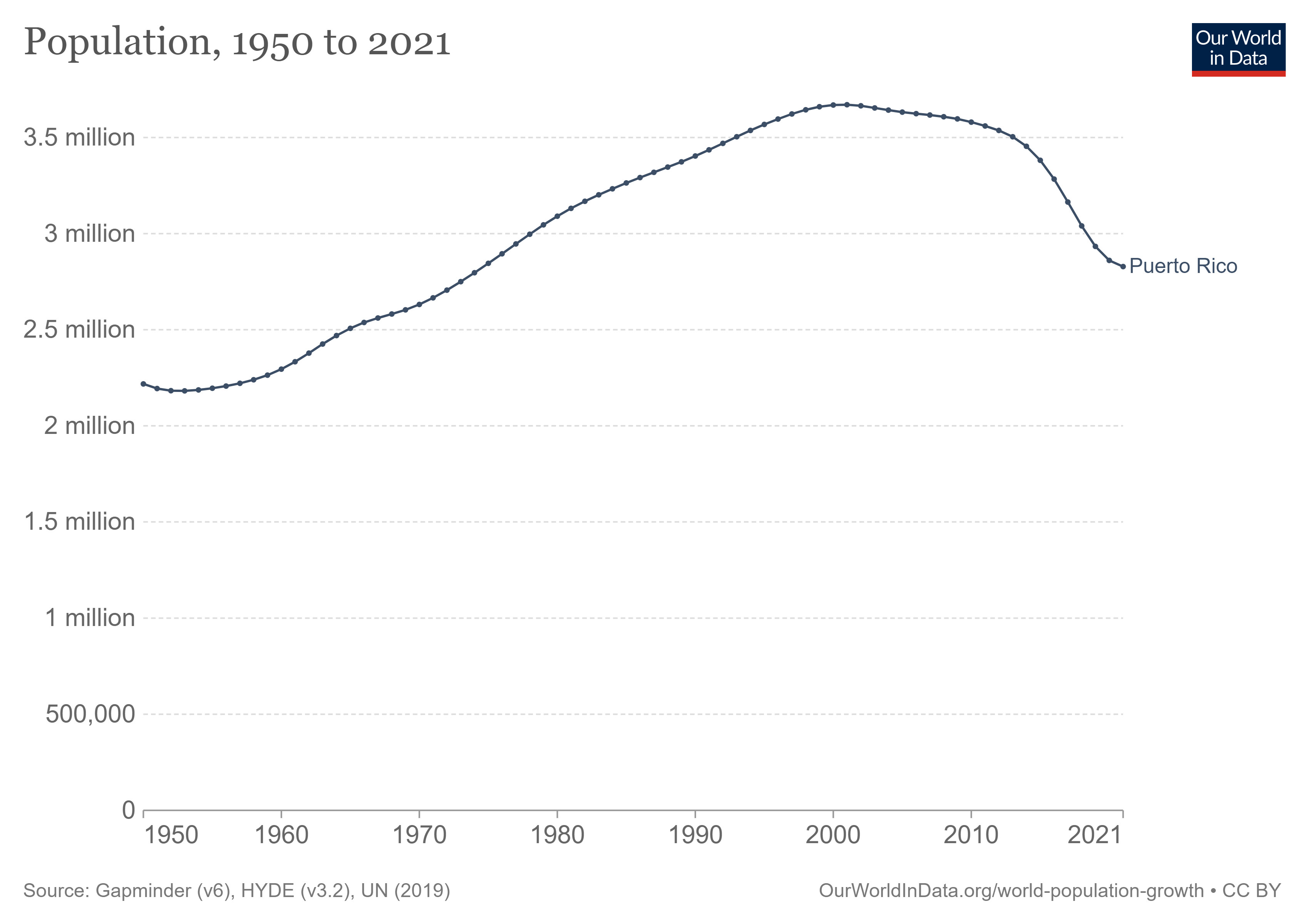
La costante crescita demografica (dati aggiornati al 2003).

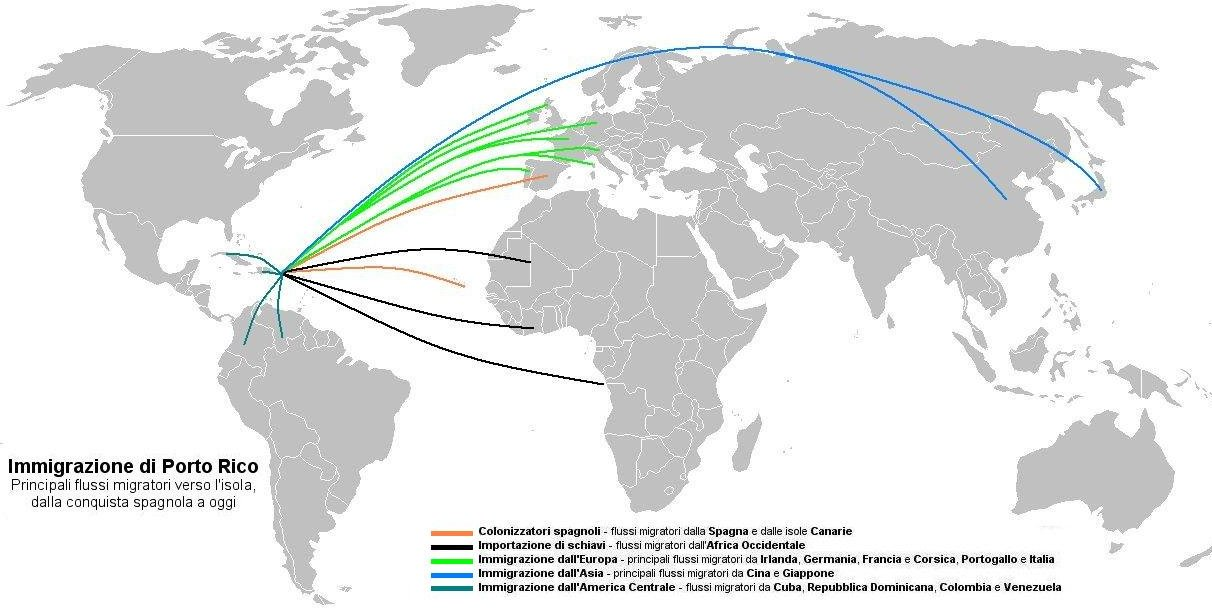
Flussi migratori verso Portorico.

Nel 2004 la popolazione di Portorico, in costante crescita, raggiungeva i 3 920 000 abitanti, mentre il numero di emigrati portoricani residenti negli Stati Uniti superava quota 4 300 000. Dagli anni sessanta si è assistito a un incremento demografico pari allo 0,47% annuo, con una speranza di vita decisamente alta: 81,77 anni per le donne e 73,67 anni per gli uomini, con una media nazionale di 77,62 anni.
L'attuale popolazione portoricana è un miscuglio di europei, africani e amerindi con una piccola presenza di asiatici.
L'etnia dominante è rappresentata dai meticci, nati dall'incrocio principalmente tra spagnoli (e altri europei) e dai taino, gli indigeni dell'isola, ma anche dagli abitanti delle Canarie. Recentemente, infatti, l'università di Portorico ha fatto una ricerca sul DNA mitocondriale degli abitanti dell'isola caraibica ed è risultato che il 61% dei portoricani vanta discendenze dirette dai taino, il 27% dagli africani e il 12% di origine europea, quindi questo gruppo etnico di bianchi (o sarebbe meglio dire bianco-taino) possiede un'alta percentuale di tratti somatici degli amerindi Taino.
L'altra importante etnia dell'isola è rappresentata dai discendenti degli schiavi neri africani, portati sull'isola dai conquistadores spagnoli. Tra questi si possono individuare le etnie yoruba e bantu originarie dell'Africa Occidentale. L'ultima etnia, che corrisponde a circa l'1% della popolazione totale, è rappresentata dagli asiatici provenienti soprattutto dalla Cina e dal Giappone.
Tra le minoranze etniche vanno infine citati gli immigrati cubani, dominicani, colombiani e venezuelani giunti sull'isola in tempi molto recenti.

### Lingue e dialetti
Nel settembre 2015, il Senato ha approvato il disegno di legge 1177, che mirava a dichiarare lo spagnolo come prima lingua ufficiale e l'inglese come seconda lingua del governo, continuando l'uso di entrambi nei rami esecutivo, legislativo e giudiziario e abrogando la legge 1-1993, che attualmente stabilisce allo stesso livello l'ufficialità di entrambe le lingue e l'uso attuale delle stesse. Tuttavia, il disegno di legge 1177 del Senato non è stato approvato dalla Camera dei rappresentanti né firmato dal governatore, che sono i requisiti costituzionali ancora in vigore a Porto Rico per approvare qualsiasi legge di origine locale o statale sul territorio. Pertanto, la legge 1-1993 sulle lingue è rimasta in vigore. Infine, nel 2020, è stata approvata al Senato la legge che dichiara la lingua spagnola come prima lingua.
Tuttavia il monopolio durò solo fino al 1993, anno in cui il nuovo governatore Pedro Rosselló annullò la legge e ristabilì il bilinguismo; questo fatto fu inteso da molti come un passo molto significativo verso la federazione statunitense.

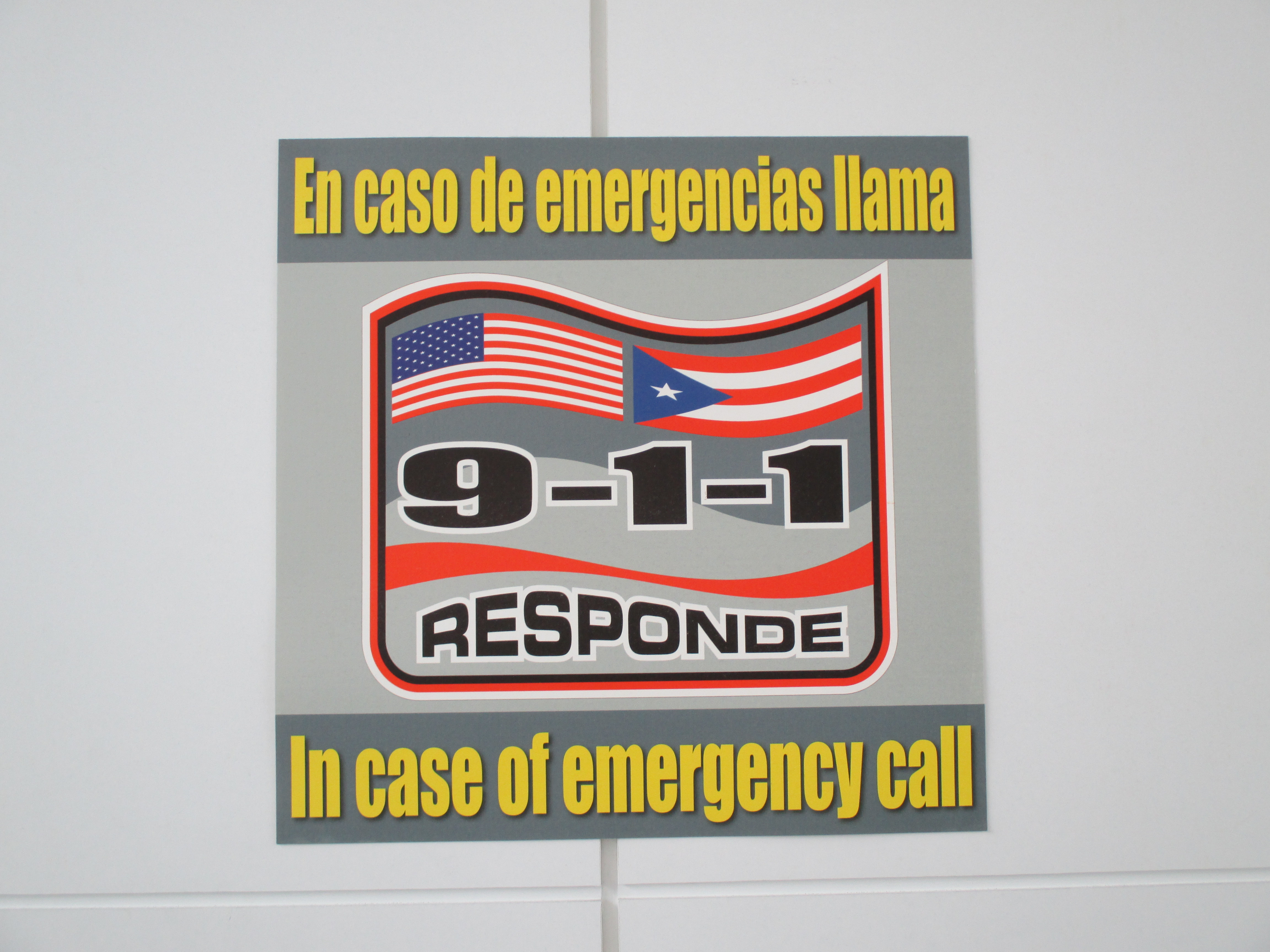
Avviso bilingue all'aeroporto internazionale Luis Muñoz Marín

#### Spagnolo portoricano
Le peculiarità della lingua spagnola di Porto Rico sono dovute a forti influenze di altre lingue: al possibile influsso della lingua madre dei Taíno si aggiunse successivamente quello fornito dalle forti correnti di immigrazione delle Canarie e della Corsica, e all'apporto delle lingue africane. Successivamente, la lingua inglese ha fatto sentire la sua forte influenza a partire dall'occupazione statunitense dall'inizio del XX secolo, causata dall'influenza dell'amministrazione, dal commercio quasi esclusivo con gli Stati Uniti, dalle leggi statunitensi, dalle catene commerciali statunitense e la presenza delle forze militari statunitensi sull’isola e il gran numero di portoricani che risiedono sul suolo statunitense.

### Religione

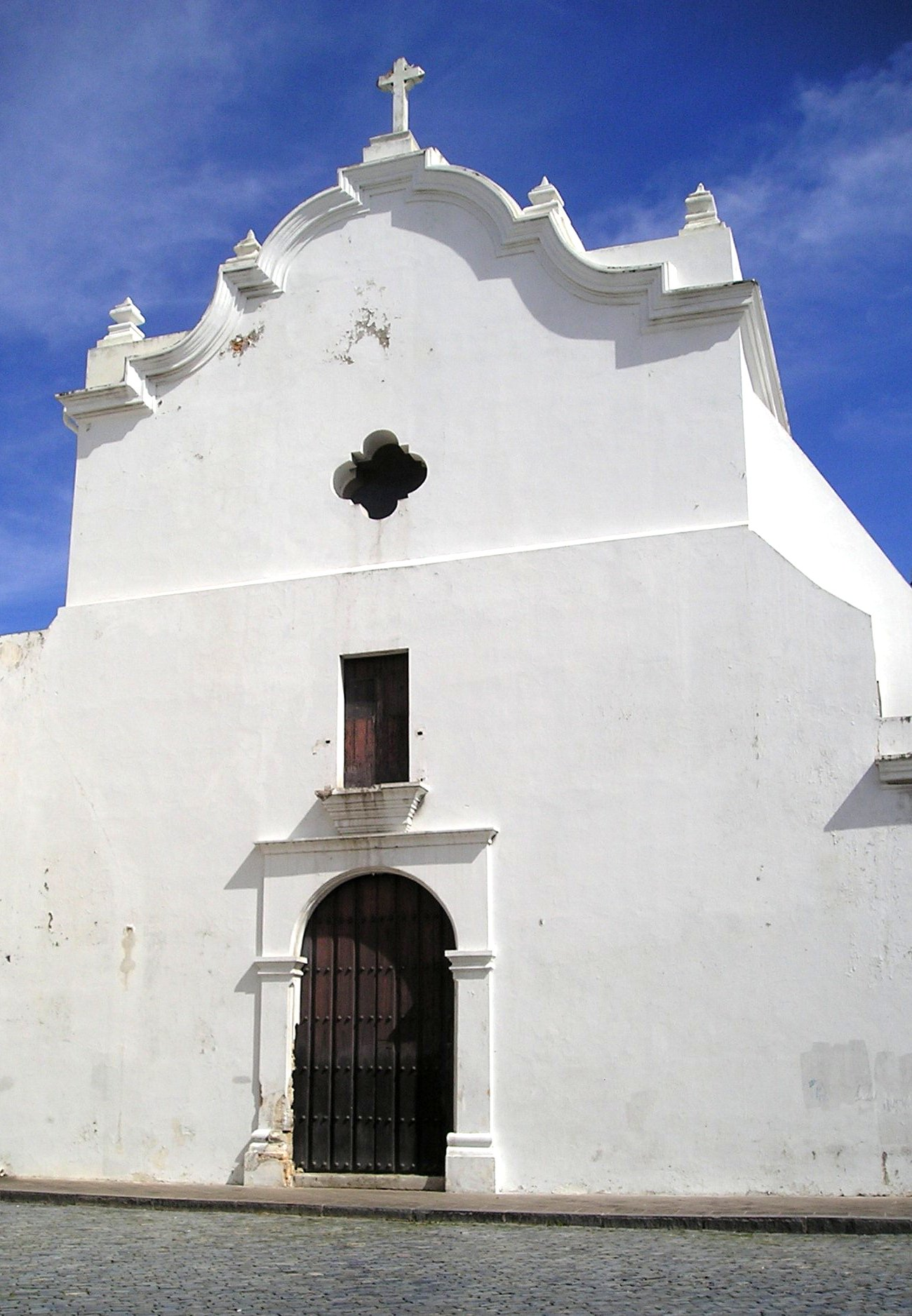
San José, nel Viejo San Juan, risale al 1532, ed è la seconda più vecchia chiesa cattolica dell'intero continente americano.

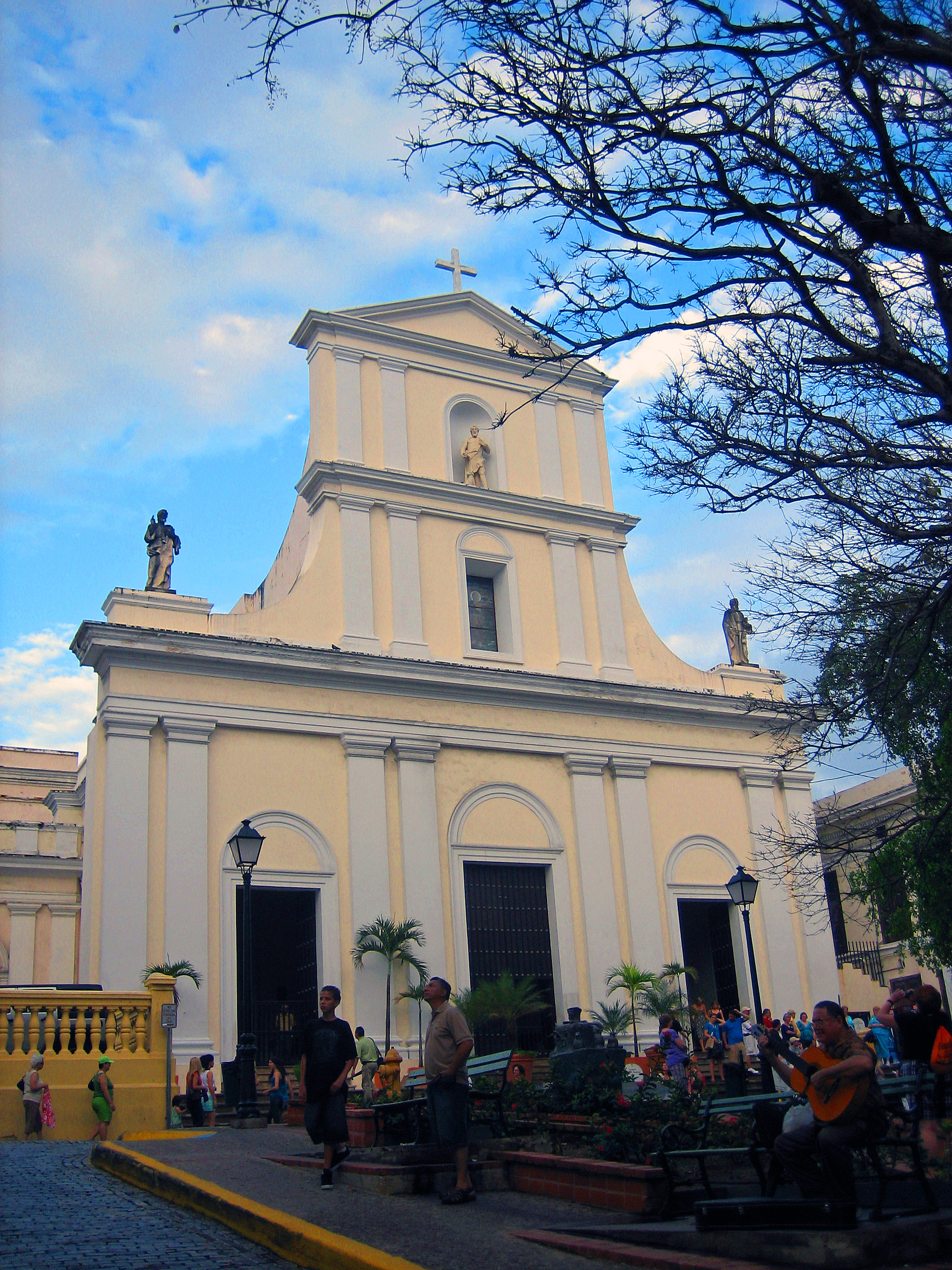
Facciata della Cattedrale di San Juan Bautista a San Juan.

Il cattolicesimo è stato storicamente dominante per l'isola ed è, di fatto, la religione professata dalla maggioranza dei portoricani, con circa 2,8 milioni di battezzati, ovvero il 56% della popolazione. Tuttavia, sotto l'influenza statunitense, è aumentata considerevolmente la presenza di protestanti, mormoni (Santi degli Ultimi Giorni) e Testimoni di Geova, ovvero il 33% della popolazione.
La sede metropolitana della Chiesa cattolica in Porto Rico è l'arcidiocesi di San Juan che ha cinque diocesi suffraganee: la diocesi di Arecibo, la diocesi di Caguas, la diocesi di Mayagüez, la diocesi di Ponce e la diocesi di Fajardo-Humacao. Patrono di Portorico è la Madonna della Divina Provvidenza.
Vi sono poi le comunità minori di fedeli e seguaci di altre dottrine religiose:
- Ebraismo: a San Juan e nei suoi dintorni c'è una relativamente piccola comunità ebraica.
- Islam: esiste anche una discreta comunità islamica con diversi luoghi di culto sparsi per tutta l'isola. Le tre moschee principali si trovano a Río Piedras, Ponce e Vega Alta.
- Religioni indigene: le pratiche religiose dei Taino sono state riscoperte e reinventate, fino a un certo punto, da un ristretto numero di fedeli.
- Religioni africane: sebbene la Santeria, più conosciuta e professata a Cuba, sia praticata da un certo numero di persone, è il Palo Mayombe della regione del Congo, religione africana di origine Bantu, ad avere il maggior numero di seguaci tra coloro che praticano una qualche forma di religione tradizionale africana. Questa religione, conosciuta comunemente come Palo, è infatti stata praticata sin dal primo arrivo degli schiavi africani sull'isola.

## Geografia antropica

### Suddivisioni amministrative

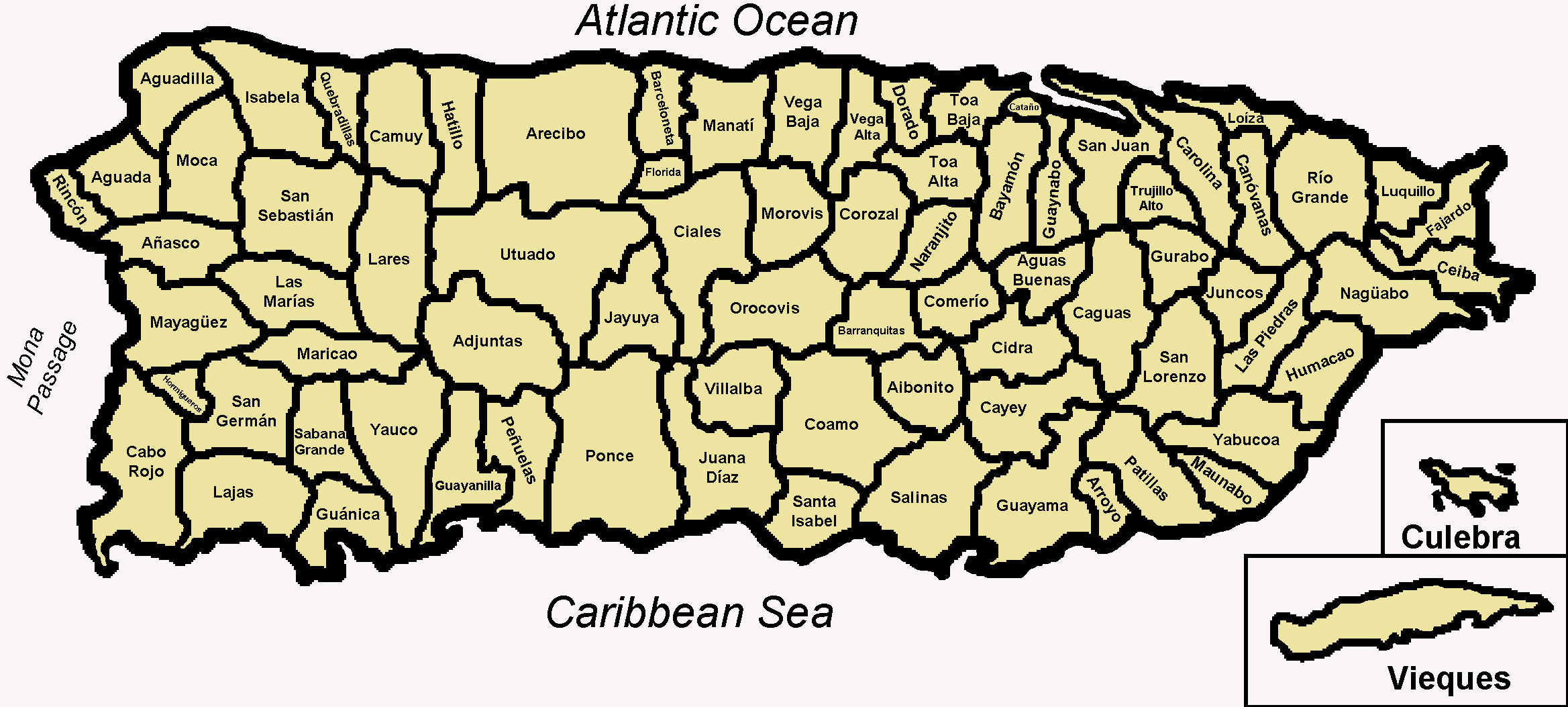
Suddivisione dei 78 comuni di Porto Rico.

Essendo un territorio non incorporato, come stabilito dalla Casa Bianca, Portorico non può avere divisioni amministrative di "primo livello" (secondo la definizione del governo statunitense), ma solo divisioni amministrative di "secondo livello". Per questo motivo non ci sono regioni, dipartimenti e nemmeno province. Portorico è quindi suddiviso in 78 comuni (municipios) che vengono chiamati anche più semplicemente città. I comuni sono a loro volta suddivisi in circoscrizioni (barrios) che sono ulteriormente divise in quartieri, settori o zone. Ciascun comune elegge il proprio sindaco (alcalde) e un'assemblea legislativa (legislatura municipal) per un periodo di quattro anni.
Il primo comune, San Juan, che è anche la capitale di Portorico, fu fondato nel 1521. Nel XVI secolo ne furono fondati altri due, Coamo e San Germán, entrambi nel 1570. I tre successivi risalgono al XVII secolo: Arecibo nel 1614, Aguada e Ponce nel 1692. I due secoli a venire registrano un notevole incremento: 30 nuovi comuni nel XVIII secolo e 36 nel XIX secolo. Solo 6 comuni sono stati fondati nel secolo scorso e l'ultimo, Florida, risale al 1971.

## Politica

### Governo e linee generali
Il Portorico ha una forma di governo repubblicana, di tipo parlamentare, ma sui generis, poiché soggetta alla giurisdizione e sovranità degli Stati Uniti d'America. Pur esistendo la classica tripartizione dei poteri essi sono variamente divisi. Infatti, i suoi poteri sono esercitati dal Congresso federale statunitense, sotto la protezione della Costituzione degli Stati Uniti. Il capo dello Stato è il Presidente statunitense, ma nel territorio portoricano questi è rappresentato da un governatore, liberamente eletto, che detiene il potere esecutivo.
Il potere legislativo, in ambito locale, pur sottoposto alle leggi del Congresso statunitense, è rappresentato da un'Assemblea legislativa bicamerale, formata dal Senato e dalla Camera dei rappresentanti. Il Senato è presieduto dal presidente del Senato, mentre la Camera dei rappresentanti è presieduta dallo speaker, similmente alle istituzioni statali USA.
Il potere giudiziario è rappresentato dallo Chief Justice della Corte suprema di Puerto Rico, ma con poteri a metà strada tra un Procuratore generale e un ministro della giustizia.

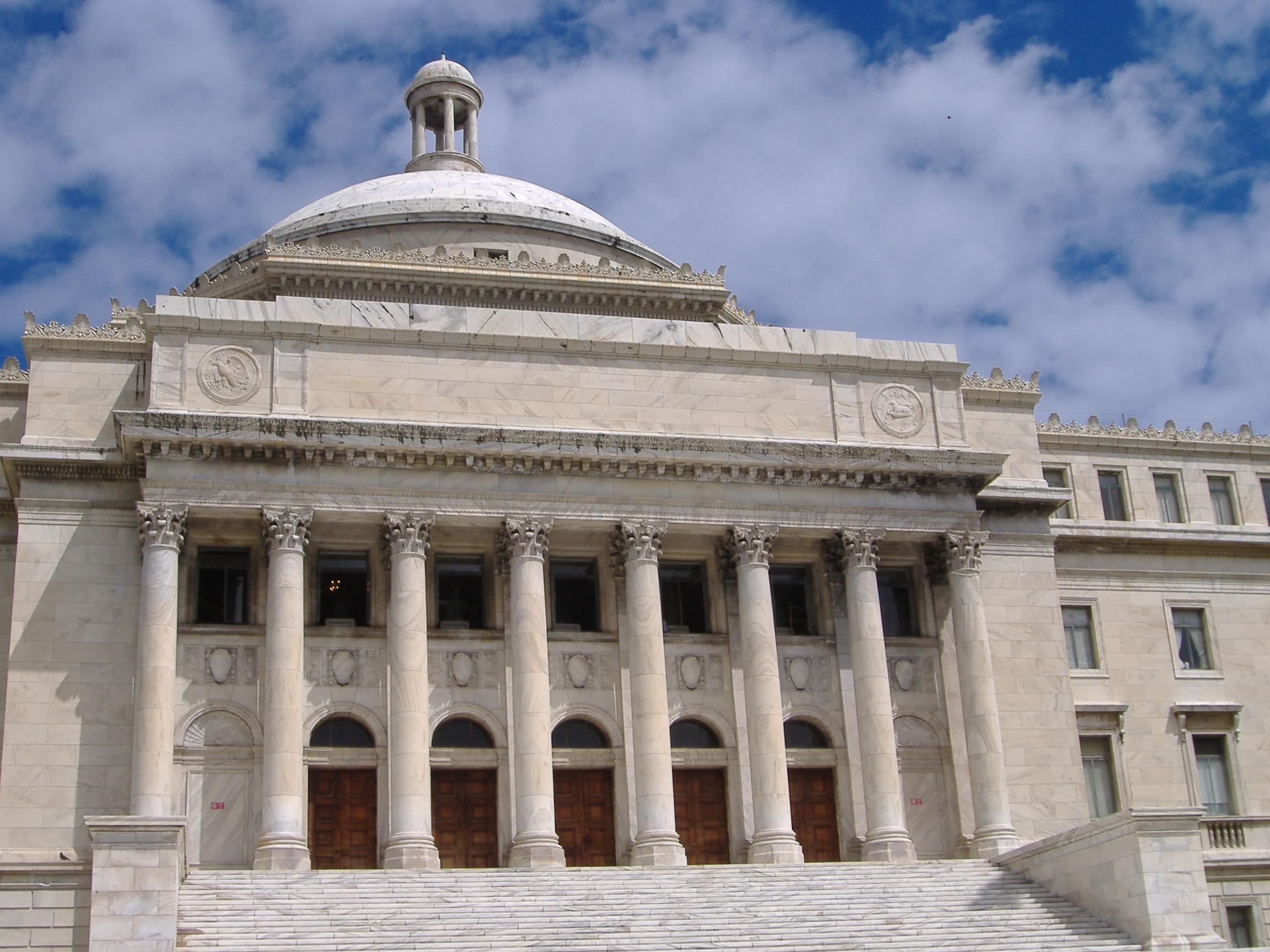
Il Campidoglio di Portorico, sede del Senato e della Camera dei rappresentanti.

Il sistema giuridico fa riferimento a due ordinamenti: Civil law e Common law, con una varia commistione. Le elezioni parlamentari e quelle per il Governatore si tengono ogni quattro anni, a suffragio universale. I giudici e i procuratori vengono nominati dal Governatore e approvati dal Senato.
Nel 1950 il Congresso degli Stati Uniti offrì ai portoricani il diritto di organizzare una convenzione costituzionale, dipendente dai risultati di un referendum, dove gli elettori avrebbero scelto se avere o meno un proprio governo, con una propria costituzione. Questo referendum venne organizzato nel 1951, e consisteva nella scelta di rafforzare o meno il Commonwealth, definito come un'"associazione permanente con l'unione federale". Nel 1952 ci fu un secondo referendum per approvare la costituzione. Tuttavia, prima di approvarla, si rese necessario specificare il nome con il quale il nuovo ente statuale costituzionale sarebbe stato riconosciuto.
Il 4 febbraio 1952 venne approvata la "Risoluzione 22", la quale, per rappresentare l'accordo politico tra Portorico e gli Stati Uniti, scelse il termine inglese Commonwealth col significato di "comunità politicamente organizzata" o "Stato legato tramite un accordo o un trattato a un altro sistema politico". Non essendo in grado di tradurre tale concetto con una singola parola in spagnolo, per convenzione ci si ispirò al nome dello Stato Libero Irlandese, traducendolo come Estado Libre Asociado, ovvero Stato Libero Associato.

### Commonwealth: pro e contro
In qualità di Commonwealth, Portorico beneficia di alcuni aspetti legislativi degli Stati Uniti e possiede un grado di autonomia simile a quello di uno stato federato dell'unione. Tuttavia non è rappresentato nel Congresso americano e non ha nemmeno un elettore nel Collegio elettorale statunitense; di conseguenza i cittadini portoricani non possono partecipare direttamente alle elezioni presidenziali degli Stati Uniti, nonostante i partiti politici abbiano la possibilità, come per gli Stati federati, di avere delle delegazioni per la nomina di entrambi i partiti maggioritari nazionali. Un Delegato Residente, senza il diritto di voto, viene eletto al Congresso statunitense dai cittadini portoricani, in qualità di rappresentante delegato della popolazione portoricana.
Se da un lato i residenti sull'isola non pagano le tasse federali sul reddito, dall'altro tutta la rete commerciale d'importazione ed esportazione viene controllata e pesantemente tassata dagli Stati Uniti. Inoltre i portoricani pagano al governo statunitense un'imposta federale sui ruoli paga, che influenza quindi i dipendenti con un basso reddito salariale, e le tasse sulla sicurezza sociale e quelle federali, escluso il reddito.
Nonostante ciò la popolazione è limitata o non ha diritto a usufruire di alcuni programmi federali. Basti pensare che Portorico è escluso dal Supplemental Security Income (SSI) o che per il programma Medicaid riceve meno del 15% dei fondi che riceverebbe se fosse stato federato. Inoltre, per quanto concerne il programma Medicare, Portorico riceve benefici solo parziali, pur pagando la quota intera del servizio. I portoricani, infine, essendo considerati legalmente cittadini statunitensi, sono soggetti alla maggior parte delle leggi federali.
Dagli anni sessanta una singolare questione ha dominato la politica portoricana: la sua posizione politica nei confronti degli Stati Uniti. Già territorio organizzato degli USA dal 1952, Portorico è combattuto da profonde spaccature ideologiche, rappresentate dai partiti politici, i quali si dividono tra la situazione attuale e altri due possibili futuri scenari politici: il Partito Popolare Democratico (PPD) cerca di mantenere e di rinforzare l'attuale posizione politica, il Nuovo Partito Progressista (PNP) cerca di incorporare totalmente Portorico agli Stati Uniti, come 51º Stato federato, mentre il Partito Indipendentista Portoricano (PIP) cerca la totale indipendenza nazionale.
I leader dei partiti, per avere pari opportunità, fecero numerose pressioni negli anni dal 1898 al 1960 fino a ottenere, nel 1967, ciò che volevano. In quell'anno l'Assemblea legislativa, per conoscere gli interessi politici dei portoricani, decretò un plebiscito dove si poteva votare per lo stato politico del paese; questo plebiscito fu il primo della storia della legislatura portoricana dove vennero proposte le tre scelte. La maggioranza confermò il desiderio di rimanere un Commonwealth e lo stesso risultato si ebbe con le successive votazioni, nei referendum del 1993 e 1998. Nel novembre del 2012, e poi del 2020, in concomitanza con le elezioni presidenziali negli Stati Uniti, si sono tenuti a Portorico referendum dove la popolazione ha espresso il proprio consenso a un'adesione agli Stati Uniti.
Nel marzo 2025, i membri del Congresso fecero pressione sul presidente Donald Trump affinché prendesse in considerazione l'idea di rendere Porto Rico una nazione indipendente. Una bozza di ordine esecutivo suggerisce di rendere Porto Rico una nazione indipendente..

## Istruzione

### Università
L'Università di Porto Rico è stata istituita nel 1903.

## Economia

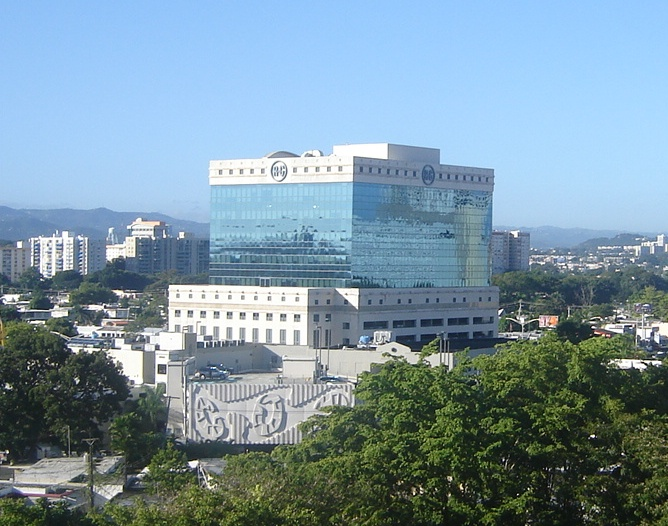
Quartier generale della R-G Financial Corporation, in Hato Rey, San Juan.

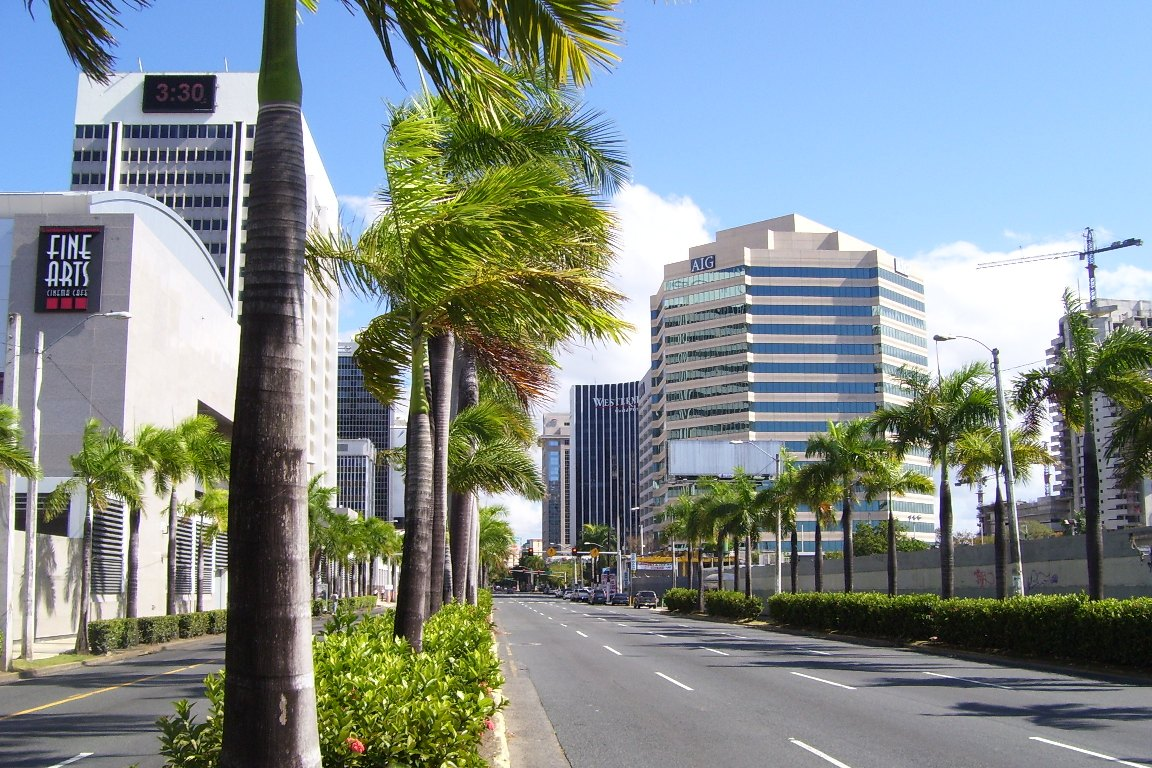
La Milla de Oro.

Agli inizi del XX secolo l'economia di Portorico si basava essenzialmente sull'agricoltura, e in particolar modo era incentrata sulla canna da zucchero, che ne costituiva il raccolto principale. Verso la fine degli anni quaranta una serie di progetti, facenti parte dell'operazione Bootstrap, favorirono la nascita di numerose fabbriche, permettendo all'industria manifatturiera di prevalere sull'agricoltura. Infatti, dopo la grande depressione del 1929 le condizioni economiche di Portorico migliorarono nettamente, grazie agli investimenti stranieri nell'industria petrolchimica, farmaceutica e nella ricerca tecnologica. Tali industrie furono inizialmente avvantaggiate dal fatto che beneficiavano di un trattamento particolare da parte delle imposte statunitensi; successivamente si vennero a trovare a competere con le altre industrie di quei paesi economicamente arretrati nei quali non c'era la tassazione sui salari. Come conseguenza alcuni imprenditori stranieri rilevarono alcune industrie di Portorico per spostarle in altri paesi del centro e sud America o in Asia. Attualmente Portorico è soggetto a tutte le leggi e restrizioni commerciali degli Stati Uniti.
Nel 2004 il prodotto interno lordo pro-capite dei portoricani è stato di 17 700 dollari, cifra che mette in risalto un notevole aumento considerando i 14 412 dollari del 2002, stimati dal censimento sulla popolazione per opera del Puerto Rican Legal Defense and Education Fund. Dallo stesso censimento è emerso che il tasso di povertà si aggirava intorno al 48,2%. In termini di paragone, il Mississippi, lo Stato più povero della federazione, nel triennio 2002-2004 ha avuto un prodotto interno lordo medio pro-capite di 21 587 dollari. È dal 1952 che questo divario rimane tendenzialmente invariato;
Il 1º maggio 2006 il governo portoricano ha dovuto far fronte a un significante deficit monetario, che lo ha costretto a chiudere il Dipartimento dell'educazione e altri 42 enti governativi, nonché tutti i 1 536 istituti scolastici pubblici, per un totale di 95 762 addetti statali mandati a casa in licenza, in quello che è stato il primo crollo parziale del governo nella storia dell'isola. Il 10 maggio 2006 la crisi finanziaria è stata risolta con l'introduzione di una tassa pari all'1% sull'acquisto di qualsiasi bene. Il 15 novembre, per stabilizzare il bilancio, il governo ha dovuto aumentare questa tassa al 5,5% lasciando la possibilità ai singoli comuni di incrementarla ulteriormente dell'1,5% come tassa municipale, fino a un massimo, quindi, del 7%.
Il 1º agosto 2015 il governo portoricano ha dichiarato lo stato di insolvenza.
la "Legge Jones". Nota come "Merchant Marine Act del 1920", questa legge statunitense impone che tutte le merci trasportate tra i porti statunitensi siano trasportate da navi costruite negli Stati Uniti, di proprietà di cittadini statunitensi, con equipaggio americano e che battono bandiera statunitense a Porto Rico. È denunciata come una legge contraria alla libertà economica di Porto Rico..

### Turismo

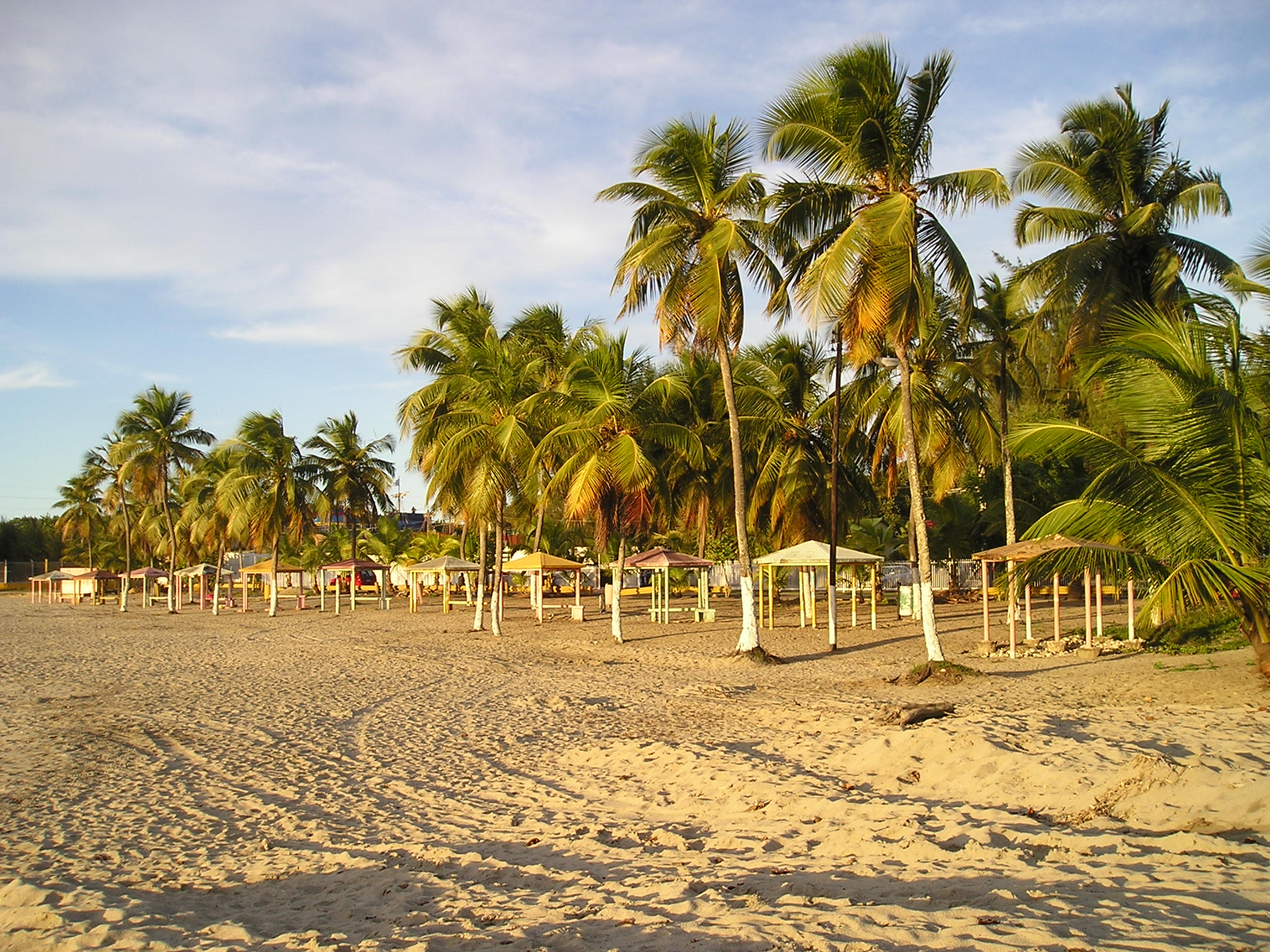
Una spiaggia sul litorale di Arecibo.

Un'altra importante componente dell'economia portoricana è il turismo, con un introito medio annuo di 1,8 miliardi di dollari. Si stima che i turisti che hanno visitato l'isola nel 1999, soprattutto provenienti dagli Stati Uniti, siano stati 5 milioni, di cui quasi un terzo croceristi. Dal 1998 si è registrato un costante incremento nella ricettività alberghiera, in termini di presenze e di nuovi esercizi costruiti. Inoltre la nascita di nuovi progetti turistici, tra cui il Centro Congressi di Porto Rico, evidenzia ancora una volta come questo fenomeno sia fondamentale per l'economia dell'isola.
I maggiori luoghi d'interesse turistico sono le chilometriche e bianche spiagge caraibiche lungo tutti i litorali e in particolare le isole di Culebra e Vieques, la capitale San Juan con i forti coloniali spagnoli e il centro storico della Vecchia San Juan, l'osservatorio astronomico di Arecibo, dove si trova il più grande radiotelescopio del mondo, le grotte del Río Camuy, poste in una profonda dolina in mezzo alla giungla, le pittoresche città di Ponce e San Germán, la foresta pluviale caraibica del Yunque e i siti archeologici di Caguana e di Tibes.

### Infrastrutture
Portorico vanta le infrastrutture più tecnologicamente avanzate dei Caraibi e dell'America Latina. Le sue principali città, tra cui San Juan, Bayamón, Caguas, Guaynabo, Carolina e Ponce, sono caratterizzate da edifici moderni e dalla presenza di numerose e importanti fabbriche industriali. Per lo stesso motivo la salute e l'istruzione hanno raggiunto un elevato standard qualitativo, grazie alla presenza su tutto il territorio di edifici ospedalieri, cliniche specializzate e istituti scolastici di ogni grado e livello, tra cui 47 centri universitari. Tuttavia la corsa all'innovazione e alla ricerca del benessere ha condotto Portorico al limite massimo di contenimento di infrastrutture, intaccando notevolmente l'ambiente; studi recenti hanno infatti dimostrato che, se lo sviluppo continuerà con i ritmi attuali senza imporsi delle determinate leggi a protezione delle risorse naturali, l'isola diventerà in meno di settant'anni un'enorme "città-isola".

#### Trasporti

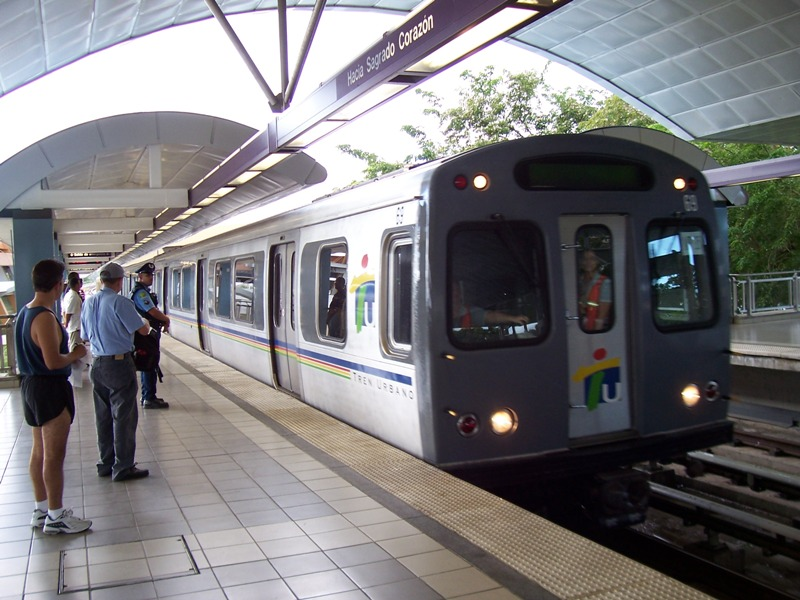
Il Tren Urbano nella stazione di Bayamón.

Portorico possiede una rete di strade, superstrade e autostrade di competenza del Dipartimento dei Trasporti e delle Opere Pubbliche e sotto la sorveglianza della Polizia di Stato.
L'area metropolitana dell'isola è interconnessa da un servizio pubblico di autobus e dalla metropolitana, chiamata Tren Urbano (treno urbano). I collegamenti pubblici tra le varie città sono garantiti dai taxi collettivi e privati che operano anche nei singoli comuni assieme agli autobus delle linee municipali.
I collegamenti aerei sono ampiamente garantiti dalla presenza di 21 aeroporti, di cui 10 destinati a uso privato o militare, 8 a scala nazionale (comprese le isole limitrofe), due a scala internazionale ad Aguadilla e a Ponce e uno a scala intercontinentale, l'aeroporto Luis Muñoz Marín, a Carolina, nelle immediate vicinanze di San Juan.
Via mare i collegamenti sono supportati da un numero elevato di porti e moli d'attracco per qualsiasi nave commerciale e imbarcazione privata o turistica; il principale scalo marittimo è il porto di San Juan, in cui trovano ormeggio anche le navi crociera più grandi del mondo.

## Ambiente
La presenza di numerose aree protette, foreste statali e riserve naturali ha permesso di preservare numerose specie a rischio e di limitare i danni ecologici che negli ultimi anni hanno intaccato l'ecosistema ambientale di Portorico.

### Flora

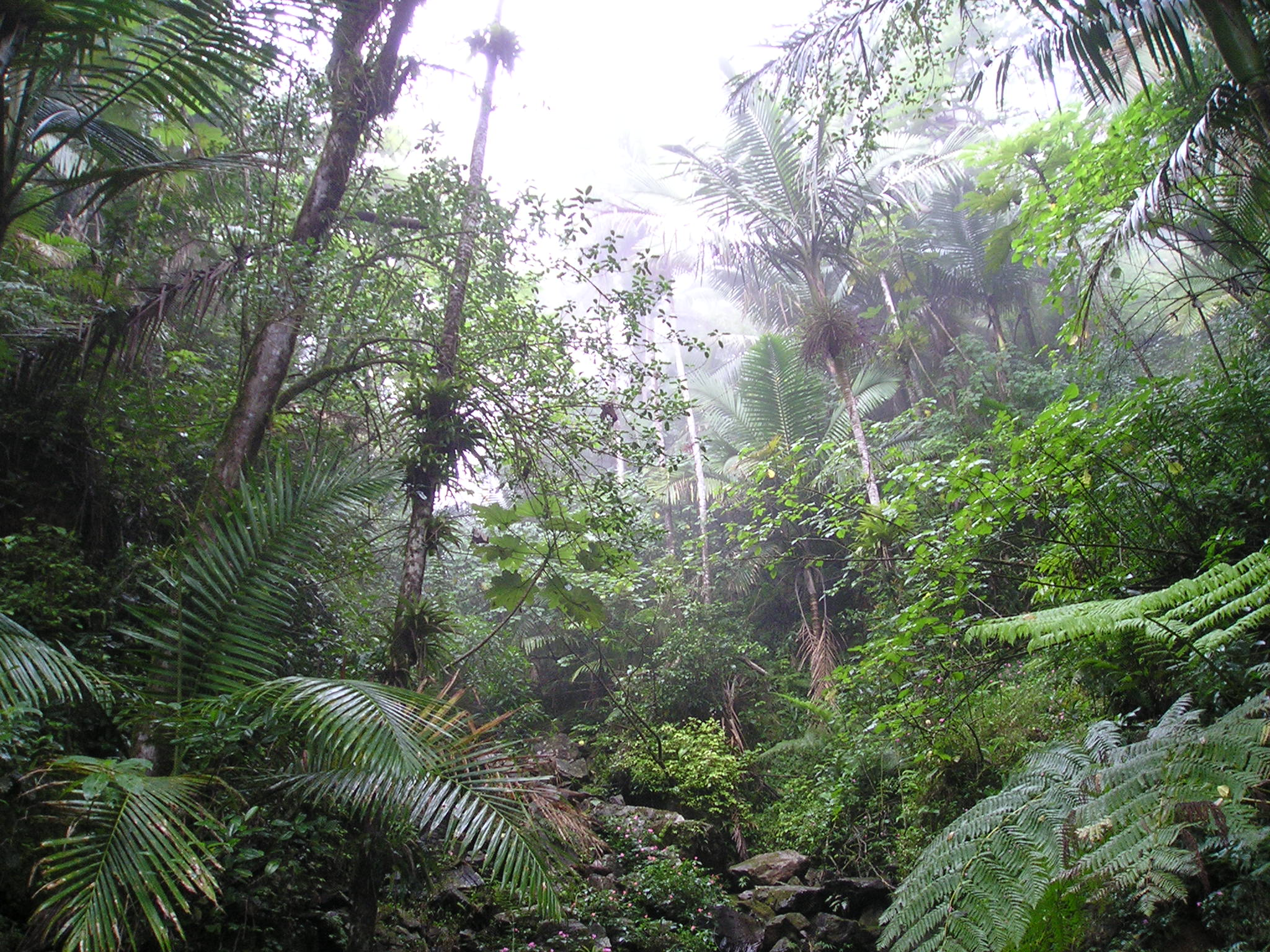
La fitta foresta pluviale del Yunque.

La flora portoricana, come quella di molte altre isole, è caratterizzata da un elevato endemismo e da una bassa biodiversità.
Il clima tropicale, con le sue abbondanti precipitazioni durante tutto l'arco dell'anno, permette la crescita di una rigogliosa e fitta vegetazione spontanea, in particolar modo nella regione centrale dell'isola. Si hanno quindi numerose specie di piante epifite e di felci, nonché di palme, soprattutto in prossimità delle zone costiere e nei litorali. Nella regione meridionale, che presenta un clima leggermente più secco e arido, vi sono alcune specie di piante succulente, tra cui molti cactus, e la vegetazione è, in media, più bassa e rada. La Ceiba e il Flor de Maga, entrambi simboli nazionali, sono presenti in tutto il territorio.

### Fauna

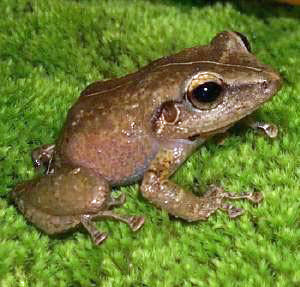
Un coquí comune.

La fauna di Portorico, caratterizzata anch'essa da un elevato tasso di endemismo, soprattutto tra gli insetti, gli uccelli, gli anfibi e i rettili. Tra i mammiferi terrestri, gli unici a essere autoctoni di Portorico sono i pipistrelli; tutti gli altri mammiferi presenti sul territorio sono stati introdotti dall'uomo nel corso dei secoli. Tra i mammiferi marini si trovano delfini, lamantini e balene.
Delle 349 specie di uccelli presenti, circa 120 sono originarie dell'arcipelago e il 47,5% di esse sono specie assai rare. L'animale più famoso e conosciuto in Portorico è il coquí, una piccola rana arborea facente parte delle 87 specie che costituiscono la fauna erpetologica dell'isola, tra le quali ricordiamo anche l'iguana terrestre di Mona, la più grande lucertola terrestre di Portorico.
Non esistono pesci d'acqua dolce nativi, e le specie che attualmente popolano i fiumi e i laghi sono state introdotte dall'uomo. Infine gli invertebrati, per la maggior parte insetti, costituiscono la maggioranza dell'intera fauna portoricana che, secondo uno studio dell'Unione Internazionale per la Conservazione della Natura, nel 2002 contava 21 specie a rischio di estinzione.

## Cultura
(Manuel Fernández Juncos, La Borinqueña)

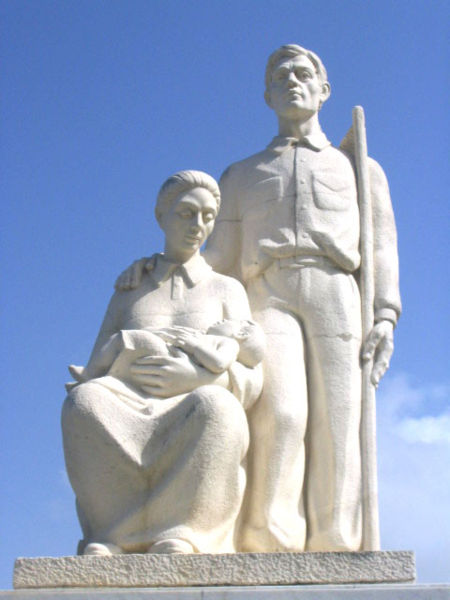
Monumento al jíbaro portoricano.

La cultura di Portorico è il risultato dell'unione di numerose altre culture, tra cui se ne distinguono quattro principali: Taino, spagnola, africana e statunitense. Dagli amerindi Taino i portoricani hanno ereditato molti nomi di città, di alimenti e di altri oggetti; dai coloni spagnoli hanno ereditato la lingua spagnola, la religione cattolica e la maggior parte delle loro tradizioni e dei loro valori culturali e morali; dagli schiavi africani hanno ereditato la bomba e la plena, particolari tipi di musica e di danza che includono l'utilizzo di strumenti di percussione e maracas; dagli statunitensi, infine, hanno ereditato la lingua inglese, il sistema universitario e svariate forme ibride culturali sviluppatesi tra il continente e l'isola.
I simboli nazionali ufficiali sono tre: l'uccello reina mora, il fiore flor de maga e l'albero ceiba o kapok. Ma è la piccola rana arborea coquí il simbolo più noto e popolare, sebbene sia un simbolo non ufficiale, così come lo è la figura del jíbaro, anch'essa molto diffusa.
Un aspetto molto conosciuto nonché invidiato della cultura portoricana è la bellezza femminile, rappresentata nei concorsi di Miss Mondo, con una vittoria nel 1975, e soprattutto di Miss Universo, con cinque vittorie nel 1970, 1985, 1993, 2001 e 2006.

### Patrimoni dell'umanità
Nell'ambito dei patrimoni dell'umanità degli Stati Uniti d'America un sito di Porto Rico è stato iscritto, nel 1983, nella Lista dei patrimoni dell'umanità dell'UNESCO: si tratta de La Fortaleza e il Sito storico nazionale di San Juan a Porto Rico.

### Letteratura
Romanzieri portoricani e scrittori di racconti le cui opere raccontano l'esperienza da immigrati a New York sono Miguel Piñero, autore di Short Eyes (1974) e Giannina Braschi, autrice di Yo-Yo Boing! (1998), un romanzo sperimentale scritto in spanglish. Tra i grandi drammaturghi di Porto Rico ci sono René Marqués, la cui Oxcart segue i disagi di una famiglia portoricana che si sposta dall'isola a New York. Nuyorican Poets Café è una organizzazione non profit di Alphabet City, Manhattan. È una roccaforte dei newyorchesi e un importante punto di aggregazione per poesia, musica, hip hop, video, arti visuali e teatro.

### Musica

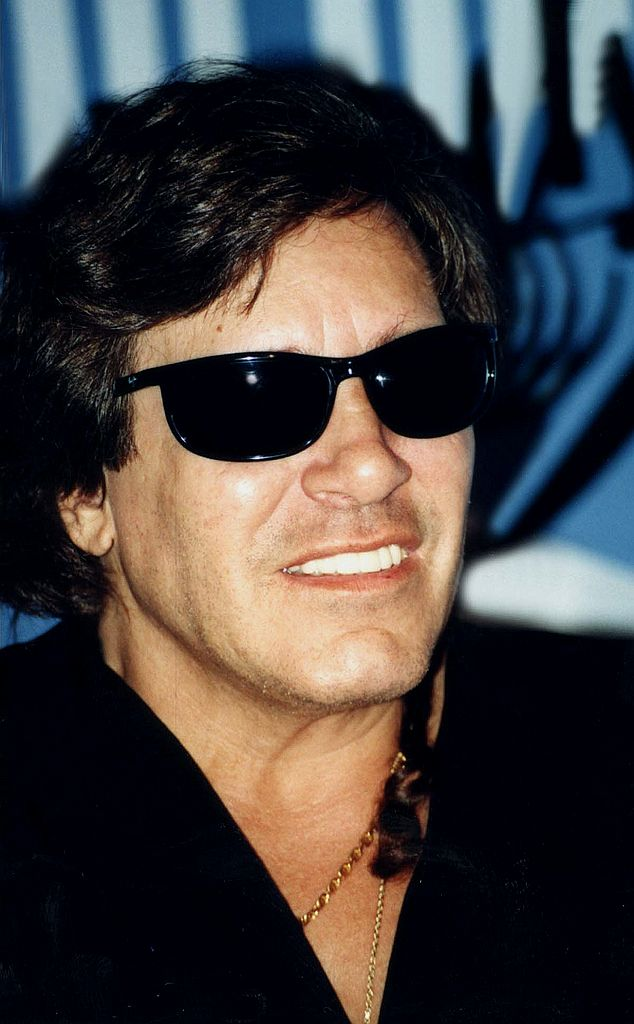
José Feliciano nel 1998.

Tipici generi musicali portoricani sono rappresentati dalla bomba e dalla plena. In campo musicale ricordiamo la figura di Ricky Martin e Luis Fonsi, importanti esponenti del pop latino. Porto Rico è però soprattutto famoso in ambito musicale per essere la capitale mondiale del Reggaeton. Dagli inizi del millennio la musica dapprima raggiunse i vertici delle classifiche di tutto il Sud America e successivamente da qualche anno globalmente riconosciuto. Due dei leader di questa cultura sono Don Omar, interprete, tra l'altro, del singolo Danza kuduro (2010) e Daddy Yankee, considerato il più importante esponente della sua storia. Tra i più importanti cantanti portoricani spicca, in particolare, José Feliciano. Per quanto riguarda l'ultimo decennio, esponenti di questo settore hanno scalato le classifiche billboard infrangendo numerosi record, soprattutto Ozuna e Bad Bunny, tra gli altri Anuel AA, Farruko, Rauw Alejandro e Myke Towers.

### Cinema
Il primo film portoricano candidato per l'Oscar al miglior film straniero fu, nel 1989, Lo que le pasó a Santiago, diretto dal regista Jacobo Morales.

### Missioni spaziali
- 31 maggio 2025: Aymette Medina Jorge[56] è la prima portoricana ad andare nello spazio

### La festa nazionale di Portorico
La festa nazionale di Portorico si celebra il 25 luglio, giorno della costituzione dello "Stato libero associato" (Día de la Constitución del Estado Libre Asociado), nel 1952. Un'altra festività tipicamente locale riguarda la scoperta di Portorico (Descubrimiento de Puerto Rico) che si celebra il 19 novembre, giorno in cui Colombo, nel 1493, scoprì effettivamente l'isola. Altre festività nazionali derivano direttamente dalla cultura statunitense, come la festa dell'indipendenza del 4 luglio o il Giorno del Ringraziamento, e dalla cultura cattolica.

### Bandiera e stemma

Bandiera di Portorico.

L'attuale bandiera di Portorico fu ideata nel 1892 da Francisco Gonzalo Marín che usò la bandiera di Cuba come modello e invertì i colori del triangolo e delle strisce. Essa è costituita da cinque strisce orizzontali, di uguale ampiezza, rosse (in alto, al centro e in basso) e bianche alternate; un triangolo isoscele blu, con la base adiacente al lato dell'asta, include al suo centro una grande stella bianca a cinque punte.
Il rosso rappresenta il sangue degli uomini coraggiosi, il bianco rappresenta la vittoria e la pace, il blu rappresenta il cielo e le acque costiere. La stella solitaria rappresenta la nazione. Il triangolo rappresenta le tre suddivisioni del governo.
Lo stemma di Portorico fece la sua prima comparsa nel 1511, per opera della corona spagnola, e oggi risulta essere il più antico stemma d'arme ancora utilizzato tra gli Stati del Nuovo Mondo. Nel 1976 è diventato lo stemma ufficiale del governo del Commonwealth di Portorico.

## Cucina

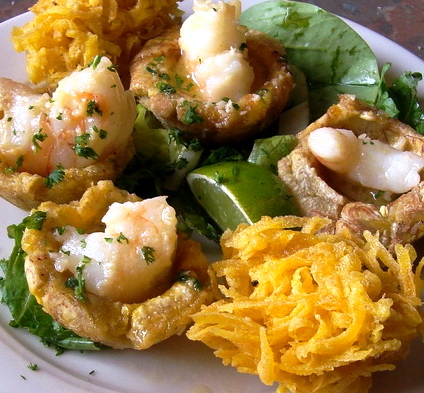
Arañitas e tostones rellenos

La cucina portoricana ha le sue radici nelle tradizioni e pratiche culinarie di Europa (Spagna), Africa e le locali Taino. Nell'ultimo periodo del XIX secolo, la cucina di Porto Rico è stata grandemente influenzata dalla cucina statunitense negli ingredienti usati nelle sue preparazioni.
La cucina portoricana ha trasceso i confini dell'isola e può essere gustata in molti paesi al di fuori dell'arcipelago. Ingredienti di base sono grani e legumi, erbe e spezie, tuberi amidacei tropicali, vegetali, carne e pollame, pesci e crostacei, e frutta. Piatti principali sono mofongo, arroz con gandules, pasteles, alcapurrias e maiale arrosto (o lechón). Bevande sono: maví e Piña Colada. Tra i dessert troviamo flan, arroz con dulce (risolatte), piraguas, dolce arrotolato, tembleque, polvorones e dulce de leche.
I locali chiamano la loro cucina cocina criolla (cucina creola). La tradizionale cucina portoricana si affermò verso la fine del XIX secolo. Nel 1848 il primo ristorante, La Mallorquina, aprì a Old San Juan. El Cocinero Puertorriqueño, il primo libro di cucina dell'isola, fu pubblicato nel 1849.
Dalla dieta del popolo Taíno vengono numerose radici e tuberi come il taro e specialmente la cassava, dalla quale si preparano sottili specie di cracker; il pepe Ajicito o cachucha, un pepe leggermente forte, recao/culantro (foglie), annatto, pepe, allspice, ají caballero (il pepe più forte originario di Porto Rico), arachidi, guava, ananas, jicacos (cocoplum), quenepas (mamoncillo), lerenes (radici a freccia della Guinea), calabaza (zucche tropicali) e guanabanas (soursops) sono tutti cibi Taíno. I Taíno coltivano anche varietà di legumi, un po' di mais/grano, ma il mais non era così prevalente nella loro cucina come era per le popolazioni che vivono nel continente della Mesoamerica. Ciò è dovuto ai frequenti uragani che affliggono Porto Rico e che distruggono i raccolti di mais, lasciando piante più salvaguardate come i conucos (colline di yuca cresciuta insieme).
L'influenza ispanico-europea si vede anche nella cucina di Porto Rico. Frumento, ceci, capperi, olive, cipolle, aglio, riso, coriandolo, origano, basilico, canna da zucchero, citrus, melanzane, polli, merluzzo salato, manzo, maiale, agnello, latticini e una varietà di altri frutti, erbe e spezie, tutti giungono a Porto Rico dalla Spagna. Si pensa inoltre che la tradizione della cottura di complessi stufati e piatti di riso in pentola sia di origine europea (molto come italiani, spagnoli e britannici). I primi immigrati Olandesi, Francesi, Italiani e Cinesi hanno influenzato non solo la cultura ma anche la cucina portoricana. La grande varietà di tradizioni si è raccolta per formare la cucina creola.
Noci di cocco, caffè (acquistato dagli Arabi e Corsi a Yauco dalla provincia di Kaffa in Etiopia), gombi, igname, origano stregato, semi di sesamo, gandules (Cajanus cajan), banane, plátani, galline faraone,
Altre radici, vegetali e frutta, provenienti a Porto Rico dall'Africa.

## Sport
Portorico ha una squadra olimpica sia per i Giochi olimpici estivi sia per quelli invernali; gli atleti portoricani hanno vinto nove medaglie, una d'oro, due d'argento e sei di bronzo, la prima delle quali nel 1948 per opera del pugile Juan Evangelista Venegas. La prima medaglia d'oro è stata vinta dalla tennista Mónica Puig nel 2016, si tratta anche della prima donna capace nell'impresa di aggiudicarsi il primo posto. Portorico possiede inoltre squadre di livello nazionale in molte altre manifestazioni ed eventi sportivi, tra cui i Giochi panamericani, le Serie dei Caraibi e i Giochi centramericani e caraibici, che nel 2010 si sono tenuti a Mayagüez.
Gli sport più popolari sono il pugilato, il wrestling, la pallacanestro, la pallavolo e il baseball, che è anche quello più praticato ed è quindi considerato lo sport nazionale. Portorico ha un proprio torneo di baseball professionale che si gioca durante la stagione invernale. Portorico partecipa inoltre ai Campionati mondiali di baseball dove ha finora ottenuto una vittoria nel 1951, quattro secondi posti e quattro terzi posti. Il 29 settembre 2005 la Major League Baseball ha annunciato che lo stadio Hiram Bithorn di San Juan avrebbe ospitato una partita del primo turno del campionato e una partita del secondo turno del World Baseball Classic. La squadra portoricana ha partecipato all'evento ma è stata eliminata proprio durante il secondo turno.
Il secondo sport più amato e praticato è la pallacanestro. L'8 agosto 2004 è diventata una data memorabile per lo sport a Portorico, dal momento che la nazionale di pallacanestro portoricana è riuscita a battere il Dream Team statunitense ad Atene, in Grecia, durante i Giochi olimpici estivi. Tra i protagonisti della vittoria portoricana figurano Carlos Arroyo, il campione degli Orlando Magic, e Daniel Santiago, conosciuto in Italia per aver giocato nella Pallacanestro Virtus Roma e per aver vinto uno scudetto con la Pallacanestro Varese. Grande figura di spicco dello sport del paese è il leggendario pugile Félix Trinidad.

## Tradizioni

### Festività
Oltre a partecipare delle festività federali valide su tutto il territorio statunitense (Presidents' Day, Martin Luther King Day, Independence Day) ed alle tradizionali festività legate alla tradizione cattolica (Pasqua e Natale su tutte), gli abitanti di Portorico celebrano diverse ricorrenze locali. Fra le principali, il Giorno dell'abolizione della schiavitù (Día de la Abolición de la Esclavitud, 22 marzo, in ricordo della messa al bando della schiavitù ad opera del governo spagnolo nel 1873), la Commemorazione dello Stato Libero associato (Conmemoración del Estado Libre Asociado, 25 luglio, in ricordo dello sbarco delle truppe statunitense nel 1898) ed il Giorno della scoperta di Portorico (Día del Descubrimiento de Puerto Rico, 19 novembre, nel giorno in cui si fa risalire il primo approdo di Cristoforo Colombo sull'isola nel 1493). In occasione di tali festività, quasi tutti gli uffici pubblici e le attività commerciali restano chiusi.